# 博多港塔
博多港塔（日语：／）是位於日本福岡縣福岡市博多區築港本町Bay side place博多碼頭的塔。

## 概要
博多港塔高100米，竣工於1964年，設計者是東京塔、名古屋電視塔、第二代通天閣的設計者內藤多仲。內藤有「塔博士」之稱，博多港塔也是他設計的「高塔六兄弟」之一。因博多港塔是高塔六兄弟中最後竣工的塔，因此又被稱為「高塔六兄弟中的幼子」。塔中央有電梯，瞭望台高70米，可在此一覽博多灣及福岡市區全景，可免費入場。博多港塔全年入場人數約24萬人，開放時間是10點至22點（入場截止時間是21點40分）。
瞭望台的上層有東洋信號通信社運營的博多VHF海岸局「博多港廣播」（博多ポートラジオ）。該海岸局通過雷達及無線電等方法掌握進出博多灣的船隻動向，並24小時提供給水手港灣的混雜狀況、氣象等航行必要的訊息。

## 沿革
博多港塔開業於1964年，最初是民營娛樂設施「博多天堂」（博多パラダイス）的主要部分。當時的博多港塔設有10分旋轉一周的旋轉瞭望餐廳，博多天堂內也設有遊樂園、瞭望溫泉、餐廳、賓館等設施，雖興盛一時但最終因遊客減少而出售。此後博多天堂改名為博多Play Land（博多プレイランド）並繼續營業，但最終因遊客減少而關閉。博多天堂原址被改用於FBS福岡放送及福岡市立圖書館。
1975年，博多港塔移交給福岡市。1976年，博多港塔作為「博多港宣傳中心」（博多港PRセンター）重新開業，展示有關博多港的歷史、福岡市區模型、船舶模型等展品。
博多港塔的外觀塗色最初是紅白兩色，在1991年改為紅色單色。1999年，為紀念博多港開港100週年，福岡市製作了博多港塔的吉祥物，現在仍在使用。
2005年，為修復福岡縣西方海域地震造成的損壞，博多港塔進行了改裝工程，重新粉刷了外觀，並更換了瞭望台的窗戶玻璃和望遠鏡（改為帶顯示器的數位望遠鏡並收費使用），在2006年4月1日改裝開業。
2007年9月30日，博多港海濱博物館（博多港ベイサイドミュージアム）搬遷至博多港塔一層。
2019年6月10日至2020年6月，博多港塔曾一度關閉以進行整修。